# Coursegoules
Coursegoules (okzitanisch Corsegolas) ist eine französische Gemeinde im Département Alpes-Maritimes in der Region Provence-Alpes-Côte d’Azur. Sie gehört zum Kanton Vence im Arrondissement Grasse. 

## Geographie
Die Gemeinde liegt im Regionalen Naturpark Préalpes d’Azur.
Die angrenzenden Gemeinden sind Roquestéron-Grasse und Conségudes im Norden, Bézaudun-les-Alpes im Nordosten, Vence im Südosten, Courmes im Südwesten und Gréolières im Westen.

## Bevölkerungsentwicklung
| Jahr      | 1962 | 1968 | 1975 | 1982 | 1990 | 1999 | 2008 | 2019 |
| --------- | ---- | ---- | ---- | ---- | ---- | ---- | ---- | ---- |
| Einwohner | 132  | 134  | 155  | 201  | 260  | 322  | 455  | 531  |

## Sehenswürdigkeiten
- Kirche Saint-Barnabé

Siehe auch: Liste der Monuments historiques in Coursegoules

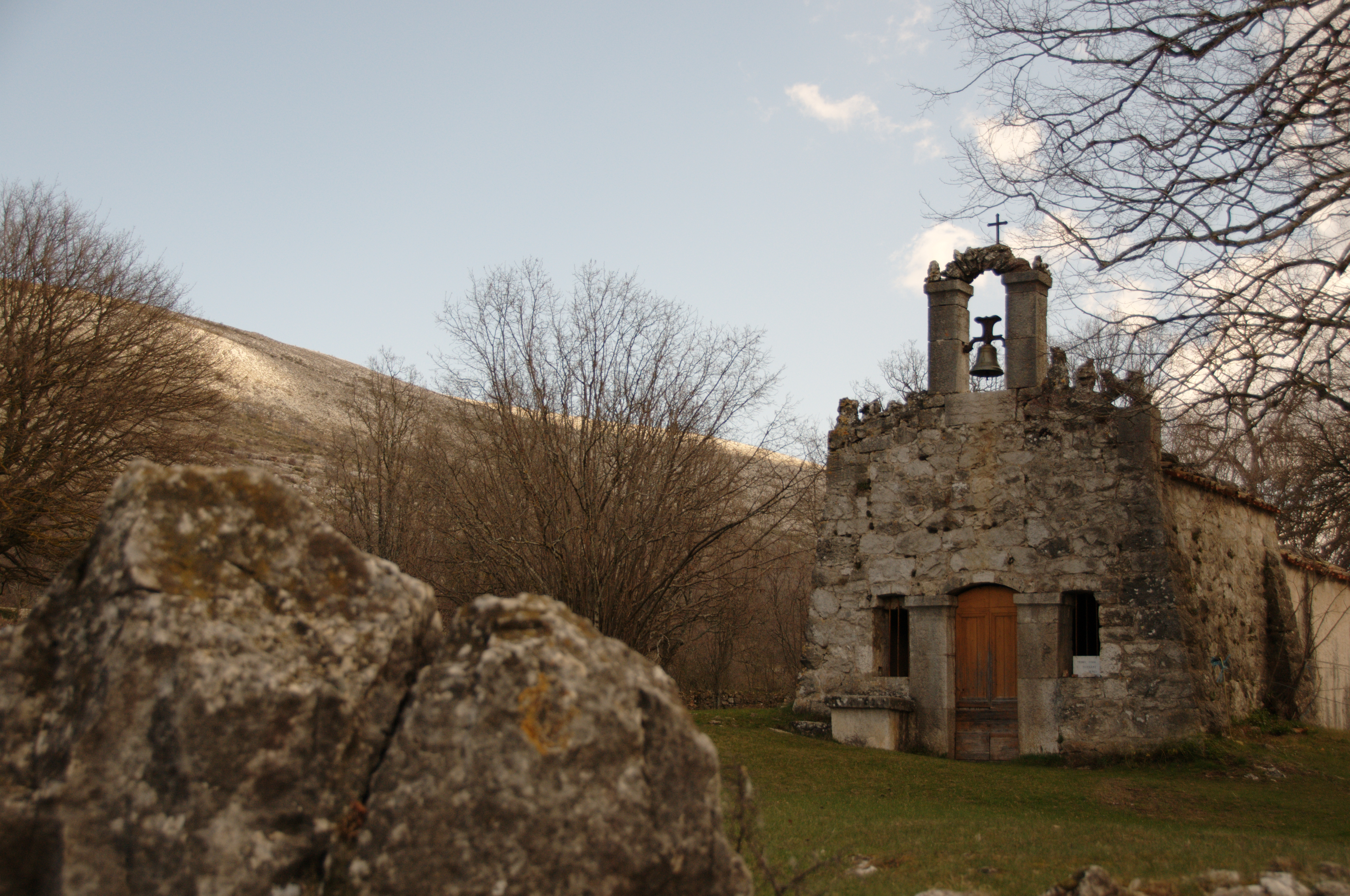
Kirche Saint-Barnabé
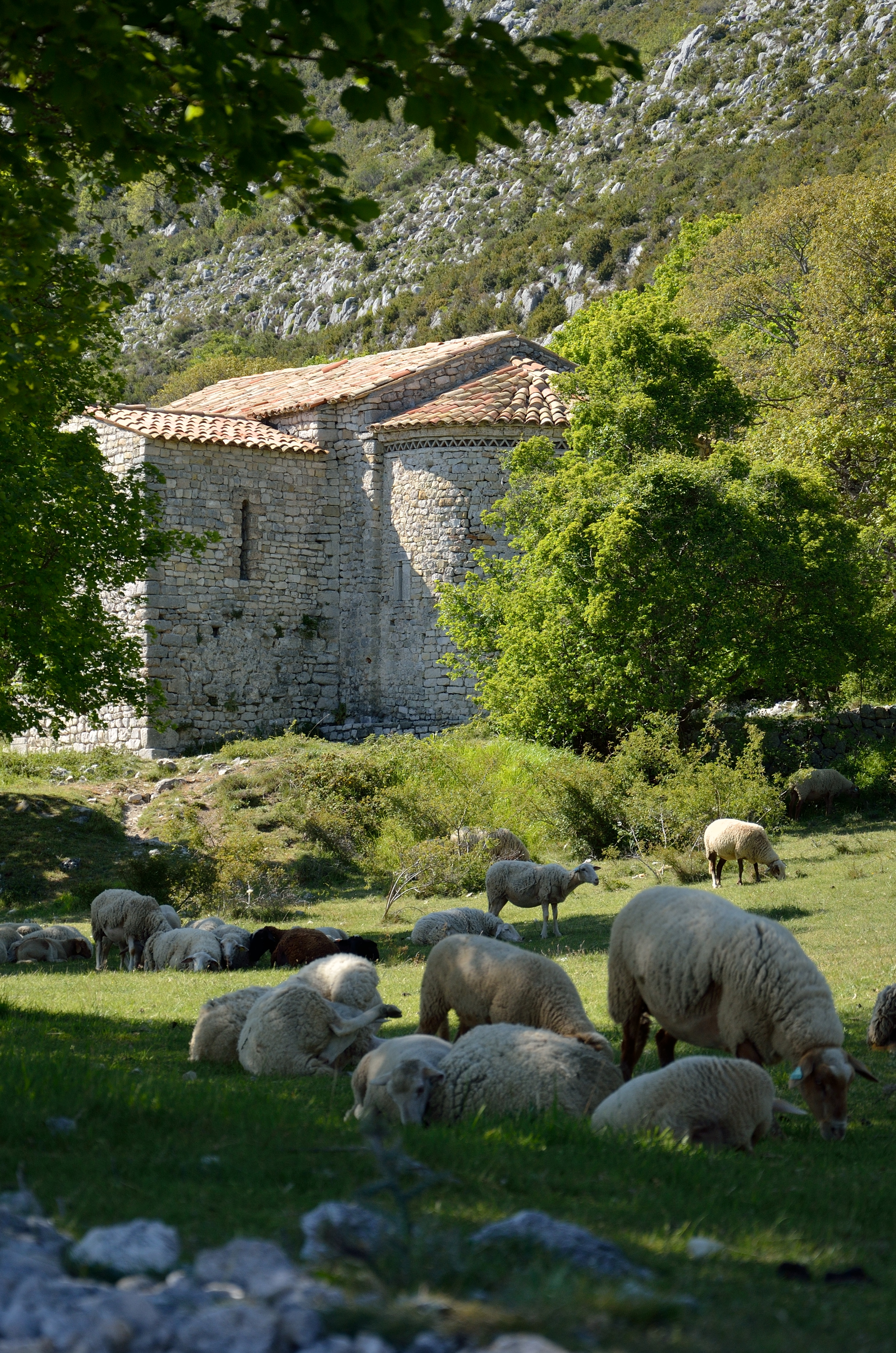
Kapelle Saint-Michel
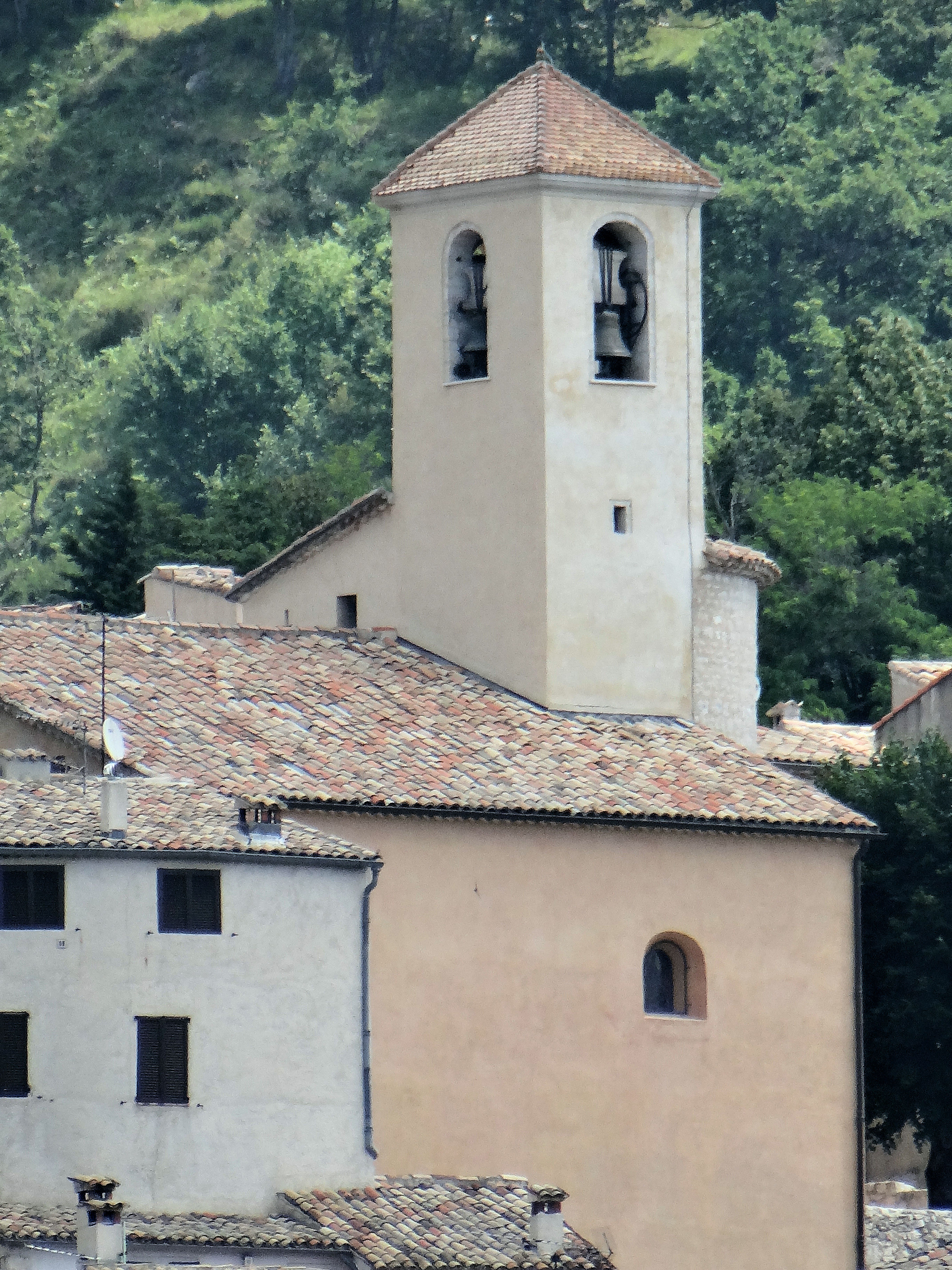
Kirche Sainte-Marie-Madeleine

## Persönlichkeiten
- Mademoiselle Saint-Val aînée (1743–1830), Schauspielerin
- Mademoiselle Saint-Val cadette (1752–1836), Schauspielerin
- Numa Andoire (1908–1994), Fußballspieler